# Prkosava
Prkosava es un pueblo ubicado en la municipalidad de Lazarevac, en el distrito de Belgrado, Serbia.

## Superficie
Posee una superficie de 2,614 kilómetros cuadrados.

## Demografía
Hasta 2011 la población era de 259 habitantes, con una densidad de población de 99,10 habitantes por kilómetro cuadrado.